# Homidiana leachi
Homidiana leachi is een vlinder uit de familie van de Sematuridae. De wetenschappelijke naam van de soort is voor het eerst geldig gepubliceerd in 1819 door Godart.